# ロッチと子羊
『ロッチと子羊』（ロッチとこひつじ）は、NHK教育テレビジョンにて、2022年4月7日から2024年3月21日まで放送されていたバラエティ番組。ロッチ初の単独冠番組であった。

## 概要
ロッチの2人が悩める人々を救うお悩み相談番組。2021年に開発番組として放送され、2022年4月からレギュラー化された。ロッチ単独として冠番組を持つのは初めてである。
世界の有名哲学者の考えを山口大学教授の哲学者・小川仁志が解説することで、解決のヒントを見つけるといった内容。
番組のサブタイトルおよびコンセプトは「悩めるあなたに哲学を」。
2020年度まで断続的に放送されていた『世界の哲学者に人生相談』の流れを引き継いでおり、小川は同番組から続投する形での出演である。同番組との違いとしてはロケを中心としており、ロッチが相談者のもとへ直接赴いて対話する。

## 出演
- 司会：ロッチ（コカドケンタロウ・中岡創一）
- 哲学解説者：小川仁志（山口大学教授） ※公開収録回を除いてロケ先には原則として同席せず、リモートによる出演であったが、2023年6月22日の放送では「大人の事情で」ということでスタジオ出演している。
- ナレーション：渡辺健太（NHKアナウンサー）

## 放送時間

### レギュラー放送
- 本放送：毎週木曜日 20:00 - 20:30
- 再放送：毎週日曜日 0:00 - 0:30（土曜深夜）

## 放送内容

### 特番放送
| 回    | 放送日         | タイトル                             | 舞台               | 備考               |
| ----- | -------------- | ------------------------------------ | ------------------ | ------------------ |
| Vol.1 | 2021年05月31日 | ロッチと子羊〜迷えるあなたに哲学を〜 |                    | ※19:25 - 19:55放送 |
| Vol.2 | 2021年09月06日 | 学校編（2）                          |                    | ※22:50 - 23:20放送 |
| Vol.3 | 2021年09月13日 | 学校編（3）                          |                    |                    |
| Vol.4 | 2021年09月20日 | 商店街編（1）                        | 巣鴨地蔵通り商店街 |                    |
| Vol.5 | 2021年09月27日 | 商店街編（2）                        |                    |                    |

### レギュラー放送
| 回     | 放送日   | タイトル                            | 舞台（ロケ）                        | 備考                                                                                      |
| ------ | -------- | ----------------------------------- | ----------------------------------- | ----------------------------------------------------------------------------------------- |
| Vol.1  | 04月07日 | スカイツリーで働く人たちの悩み（1） | 東京スカイツリー                    |                                                                                           |
| Vol.2  | 04月14日 | スカイツリーで働く人たちの悩み（2） |                                     |                                                                                           |
| Vol.3  | 04月21日 | 東京の農家（1）                     | 東京都調布市                        |                                                                                           |
| Vol.4  | 04月28日 | 東京の農家（2）                     |                                     |                                                                                           |
| Vol.5  | 05月12日 | 竹下通りで働く人の悩み（1）         | 原宿・竹下通り                      |                                                                                           |
| Vol.6  | 05月19日 | 竹下通りで働く人の悩み（2）         |                                     |                                                                                           |
| Vol.7  | 06月02日 | 横浜・野毛 飲み屋街店主の悩み（1）  | 神奈川県横浜市野毛町                |                                                                                           |
| Vol.8  | 06月09日 | 横浜・野毛 飲み屋街店主の悩み（2）  |                                     |                                                                                           |
| Vol.9  | 06月16日 | 下北沢 若手芸人の悩み（1）          | 下北GRIP                            | 子羊：返却口（お笑いコンビ）                                                              |
| Vol.10 | 06月23日 | 下北沢 若手芸人の悩み（2）          |                                     | 子羊：銀麦ヤンマ（ピン芸人）、 あけみん（ピン芸人）                                       |
| Vol.11 | 06月30日 | 下北沢 若手芸人の悩み（3）          |                                     | 子羊：ナチョス。（お笑いコンビ）                                                          |
| Vol.12 | 07月14日 | アニメの現場の悩み（1）             | WIT STUDIO（アニメ制作会社）        | 子羊：浅野恭司（アニメーター）、 岡田麻衣子（アニメプロデューサー）                       |
| Vol.13 | 07月21日 | アニメの現場の悩み（2）             |                                     |                                                                                           |
| Vol.14 | 07月28日 | 公開番組・千葉県勝浦市（1）         | 千葉県勝浦市                        | 2022年6月12日に 千葉県勝浦市芸術文化交流センターKusteで行われた 公開収録の模様を放送      |
| Vol.15 | 08月04日 | 公開番組・千葉県勝浦市（2）         |                                     |                                                                                           |
| Vol.16 | 09月01日 | オーケストラの悩み（1）             | パシフィックフィルハーモニア東京    | 子羊：飯森範親（指揮者・音楽監督）、 沼田由恵（ヴィオラ奏者）                             |
| Vol.17 | 09月01日 | オーケストラの悩み（2）             | パシフィックフィルハーモニア東京    | 子羊：石井智章（オーボエ奏者）、 石橋智尋（事務局広報）                                   |
| Vol.18 | 09月15日 | 中学生の悩み（1）                   | 明星学園                            |                                                                                           |
| Vol.19 | 09月29日 | 中学生の悩み（2）                   | 明星学園                            |                                                                                           |
| Vol.20 | 10月06日 | タクシードライバーの悩み（1）       | 日本交通                            |                                                                                           |
| Vol.21 | 10月06日 | タクシードライバーの悩み（2）       | 日本交通                            |                                                                                           |
| Vol.22 | 10月20日 | ミヤシタパークの悩み（1）           |                                     |                                                                                           |
| Vol.23 | 10月27日 | ミヤシタパークの悩み（2）           |                                     |                                                                                           |
| Vol.24 | 11月10日 | 公開番組・福岡県小郡市（1）         | 福岡県小郡市 公開収録の模様を放送   |                                                                                           |
| Vol.25 | 11月17日 | 公開番組・福岡県小郡市（2）         |                                     |                                                                                           |
| Vol.26 | 12月01日 | 新大久保の人々の悩み（1）           |                                     |                                                                                           |
| Vol.27 | 12月08日 | 新大久保の人々の悩み（2）           |                                     |                                                                                           |
| Vol.28 | 12月19日 | 将棋の世界編（1）                   |                                     | 子羊：豊川孝弘七段、 鎌田美礼女流二級                                                     |
| Vol.29 | 12月26日 | 将棋の世界編（2）                   |                                     | 子羊：山口恵梨子女流二段、 徳田拳士四段                                                   |
| Vol.30 | 01月05日 | 就活生の悩み（1）                   |                                     |                                                                                           |
| Vol.31 | 01月12日 | 就活生の悩み（2）                   |                                     |                                                                                           |
| Vol.32 | 01月19日 | 声優の悩み（1）                     |                                     | 子羊：野島裕史、 天希かのん                                                               |
| Vol.33 | 01月26日 | 声優の悩み（2）                     |                                     | 子羊：川島零士、 三上枝織                                                                 |
| Vol.34 | 02月09日 | 公開番組・高知県四万十町（1）       | 高知県四万十町 公開収録の模様を放送 |                                                                                           |
| Vol.35 | 11月17日 | 公開番組・高知県四万十町（2）       |                                     |                                                                                           |
| Vol.36 | 02月23日 | ファッションの世界編（1）           |                                     | 子羊：廣川玉枝（SOMA DESIGN デザイナー）、 福井武（SOMA DESIGN ヴィジュアルクリエイター） |
| Vol.37 | 03月02日 | ファッションの世界編（2）           |                                     | 子羊：藤原新（KUON 創業者）、 長谷川翔平（KUONストアマネージャー）                        |

| 回     | 放送日   | タイトル                    | 舞台（ロケ）                | 備考                                                                            |
| ------ | -------- | --------------------------- | --------------------------- | ------------------------------------------------------------------------------- |
| Vol.38 | 04月13日 | 広告クリエイターの悩み（1） | The Breakthrough Company GO | 子羊：小林大地（クリエティブディレクター）、 平野美優（ビジネスプロデューサー） |
| Vol.39 | 04月20日 | 広告クリエイターの悩み（2） | The Breakthrough Company GO | 子羊：奥山光子（コピーライター）、 小堀央雄（ビジネスプロデューサー）           |
| Vol.40 | 04月27日 | お笑い芸人の悩み（1）       |                             | 子羊：三福エンターテイメント、 まんじゅう大帝国                                 |
| Vol.41 | 05月11日 | 君の声が聴きたい（1）       |                             |                                                                                 |
| Vol.42 | 05月18日 | 君の声が聴きたい（2）       |                             |                                                                                 |
| Vol.43 | 05月25日 | お笑い芸人の悩み（2）       |                             | 子羊：アルバカーキ、 ツヨシっ！                                                 |
| Vol.44 | 06月08日 | 漫画家の悩み（1）           |                             | 子羊：真鍋昌平                                                                  |
| Vol.45 | 06月15日 | 漫画家の悩み（2）           |                             | 子羊：近藤隆史、 真鍋昌平（特別出演）                                           |
| Vol.46 | 06月15日 | 漫画家の悩み（3）           |                             | 子羊：足立和平、 たま虫あっとに                                                 |
| Vol.47 | 06月15日 | 動物園の悩み（1）           | 東武動物公園                |                                                                                 |
| Vol.48 | 06月22日 | 動物園の悩み（2）           | 東武動物公園                |                                                                                 |
| Vol.49 | 07月20日 | パティシエの悩み（1）       |                             | 子羊：高橋萌、 徳永純司（エキリーブル パティシエ）                              |
| Vol.50 | 07月27日 | パティシエの悩み（2）       |                             | 子羊：長谷川健太（シュガーアーティスト）、 松田みどり（ショコラアーティスト）   |
| Vol.51 | 08月10日 | 大道芸人の悩み（1）         |                             | 子羊：HOOPER MAEP、 おろしぽんづ                                                |
| Vol.52 | 08月17日 | 大道芸人の悩み（2）         |                             | 子羊：HOOPER AYUMI、 小林智裕                                                   |
| Vol.53 | 08月24日 | 予備校講師の悩み（1）       |                             | 子羊：武藤一也、 住吉千波                                                       |
| Vol.54 | 06月22日 | 予備校講師の悩み（2）       |                             | 子羊：伊藤賀一、 坂田薫                                                         |
| Vol.55 | 09月21日 | 地下アイドルの悩み（1）     |                             | 子羊：末吉9太郎（CUBERS）、 妹尾依茉（あっともっち）                            |
| Vol.56 | 10月12日 | 地下アイドルの悩み（2）     |                             | 子羊：橘花怜（いぎなり東北産）、 K-maru（BWC）                                  |
| Vol.57 | 10月19日 | バレエダンサーの悩み（1）   | Kバレエカンパニー           | 子羊：浅川紫織（副芸術監督/プリンシパル）、 鈴木里佳子（アパランティス）        |
| Vol.58 | 10月26日 | バレエダンサーの悩み（2）   | Kバレエカンパニー           | 子羊：堀内將平（プリンシパル）、 髙橋芳鳳（アーティスト）                       |
| Vol.59 | 11月09日 | e-スポーツ（1）             |                             |                                                                                 |
| Vol.60 | 11月16日 | e-スポーツ（2）             |                             |                                                                                 |
| Vol.61 | 11月23日 | 放送作家の悩み（1）         |                             | 子羊：秋元康、 白武ときお                                                       |
| Vol.62 | 12月14日 | 放送作家の悩み（2）         |                             | 子羊：長﨑周成、 ヒナタユキ                                                     |

## スタッフ

### レギュラー放送
- イラスト制作：AZY
- 撮影：秋谷英雄
- 照明：城所美和
- 音声：上村理沙
- 映像デザイン：谷口聖子
- 音響効果：宮本陽一
- ディレクター：陰山竜彦、棟方大介
- プロデューサー：西山恵子
- 制作統括：桑田高明、小沢倫太郎
- 制作：NHKエンタープライズ
- 制作協力：ノマド

### 2021年9月6日放送の学校編よりアマゾンラテルナが参加
- ディレクター：堀田尚志、平井正孝、小林直紀、玉那覇卓人、武田真帆、吉田有志
- プロデューサー：平野嘉弘

## 書籍
- 小川仁志、『ロッチと子羊』NHK制作班『『ロッチと子羊』で学ぶ 中高生のための哲学入門』ミネルヴァ書房、2023年12月25日。ISBN 978-4-6230-9711-1。[1]